# GENERATION EX
『GENERATION EX』（ジェネレーション エックス）は、GENERATIONS from EXILE TRIBEの2枚目のオリジナルアルバム。2015年2月18日にrhythm zoneから発売。

## 概要
オリコン週間アルバムランキングでは前作から2作連続、通算2作目の首位獲得となった。

## 収録曲

### CD
1. Sing it Loud
作詞：Amon Hayashi for Digz, Inc. Group、作曲：ZETTON・SHIKATA・CHRIS HOPE・J FAITH
  - TBS系月曜ミステリーシアター『警部補・杉山真太郎〜吉祥寺署事件ファイル』主題歌。
  - 7thシングルの表題曲。
2. EVERLASTING
作詞：Haruka Mizuguchi for Digz, Inc. Group、作曲：Ryosuke Tanaka
3. HIGHER
作詞：岡田マリア、作曲：SKY BEATZ・FAST LANE・CHRIS HOPE・J FAITH
4. Always with you
作詞：Haruka Mizuguchi、作曲：SKY BEATZ・FAST LANE
  - 読売テレビ・日本テレビ系木曜ドラマ『獣医さん、事件ですよ』主題歌。
  - 6thシングルの表題曲。
5. My Only Love
作詞：岡田マリア、作曲：FAST LANE・TESUNG KIM・CASPER
6. Pump It
作詞：Amon Hayashi for Digz, Inc. Group、作曲：SKY BEATZ・SHIKATA・CHRIS HOPE・J FAITH
7. REVOLVER
作詞：P.O.S.、作曲：SKY BEATZ・SHIKATA・CHRIS HOPE
  - 映画『俺たちの明日』主題歌
  - ローソン『Pontaカード「Pontaでおトク」篇』CMソング
  - 5thシングルのカップリング曲。
8. Think of you
作詞：岡田マリア、作曲：HIKARI・SIRIUS・BIG-F
9. NEVER LET YOU GO
作詞：岡田マリア、作曲：SKY BEATZ・FAST LANE・Chris Hope・J FAITH
  - 「EXILE Presents VOCAL BATTLE AUDITON 4 〜夢を持った若者達へ〜」第二次審査課題曲。
  - 5thシングルの表題曲。
10. Make It Real
作詞：P.O.S.、作曲：ZETTON・FAST LANE・CHRIS HOPE・J FAITH
11. I Remember
作詞：数原龍友、作曲：FAST LANE・CHRIS HOPE・J FAITH
12. STORY
作詞：片寄涼太、作曲：SIRIUS・Jonas Zekkari・GABRIEL Alares・BIG-F
  - 7thシングルのカップリング曲。
13. 花
作詞・作曲：ORANGE RANGE、編曲：福田貴史
  - ORANGE RANGEの楽曲のカバー曲。
  - 6thシングルのカップリング曲。

### DVD / Blu-ray Disc
1. NEVER LET YOU GO (Music Video)
2. Always with you (Music Video)
3. Sing it Loud (Music Video)
4. GENERATIONS Document Movie